# Vedtofte Kirke
Vedtofte Kirke ligger på en høj, som efter sigende skulle være en hellig høj, ud til landevejen mellem Bogense og Glamsbjerg ca. 10 km NØ for Assens (Region Syddanmark). Kirken er omgivet af store gamle træer.
Der har været en trækirke fra ca. år 1000 før den nuværende kirke. Der ikke fundet noget af den, men man mener dog, at døbefonten stammer derfra.
Den nuværende kirke er fra 1200-tallet, men de ældste dele er bygget før 1200.
I første halvdel af 1400-tallet blev kirken ombygget. Træloftet blev erstattet af krydshvælv af sten, og de oprindelige vindueshuller, der sad meget højere oppe, blev tilmuret, og der blev sat store, spidsbuede vinduer i. Kirken havde oprindeligt, som skik var, en dør mod nord, der blev benyttet af kvinderne, og én mod syd til mændene. Det er syddøren, der er bevaret og udbygget. Tårnet blev bygget til i samme periode. Her hænger de to kirkeklokker, en middelalderklokke af malm og en nyere klokke af stål. Skibet blev også udvidet. I kirken findes en mindeplade over Ambrosius Stub.
Kirken har en krypt, men der er ingen indgang dertil i dag. Man kan dog se ned i krypten igennem små korsformede huller i korets fundament.

## Eksterne kilder og henvisninger
- Wikimedia Commons har flere filer relateret til Vedtofte Kirke
- Vedtofte Kirke hos KortTilKirken.dk